# Arne Dankers
Arne Dankers (Calgary, 1º giugno 1980) è un ex pattinatore di velocità su ghiaccio canadese.

## Palmarès

### Olimpiadi
- Argento a Torino 2006 nell'inseguimento a squadre.

### Mondiali - Distanza singola
- Argento a Salt Lake City 2007 nell'inseguimento a squadre.